# ATC (G02)
Jest to część klasyfikacji anatomiczno-terapeutyczno-chemicznej:
- G – Układ moczowo-płciowy i hormony płciowe
  - G 01 – Ginekologiczne leki przeciwzakaźne i antyseptyczne
  - G 02 – Inne leki ginekologiczne
  - G 03 – Hormony płciowe i modulatory układu płciowego
  - G 04 – Leki urologiczne

Obejmuje ona inne leki ginekologiczne:

## G 02 A – Leki nasilające skurcz macicy
- G 02 AB – Alkaloidy sporyszu
  - G 02 AB 01 – metyloergometryna
  - G 02 AB 02 – alkaloidy sporyszu
  - G 02 AB 03 – ergometryna
- G 02 AC – Alkaloidy sporyszu w połączeniach z oksytocyną
  - G 02 AC 01 – metyloergometryna w połączeniach z oksytocyną
- G 02 AD – Prostaglandyny
  - G 02 AD 01 – dinoprost
  - G 02 AD 02 – dinoproston
  - G 02 AD 03 – gemeprost
  - G 02 AD 04 – karboprost
  - G 02 AD 05 – sulproston
  - G 02 AD 06 – mizoprostol
- G 02 AX – Inne

## G 02 B – Środki antykoncepcyjne do stosowania zewnętrznego
- G 02 BA – Domaciczne środki antykoncepcyjne
  - G 02 BA 01 – Wkładki domaciczne
  - G 02 BA 02 – wkładki domaciczne zawierające miedź
  - G 02 BA 03 – wkładki domaciczne zawierające progestogen
- G 02 BB – Dopochwowe środki antykoncepcyjne
  - G 02 BB 01 – pierścień antykoncepcyjny zawierający progestogen i estrogen
  - G 02 BB 02 – pierścień antykoncepcyjny zawierający progestogen

## G 02 C – Pozostałe leki
- G 02 CA – Sympatykomimetyki hamujące skurcz macicy
  - G 02 CA 01 – rytodryna
  - G 02 CA 02 – bufenina
  - G 02 CA 03 – fenoterol
- G 02 CB – Inhibitory prolaktyny
  - G 02 CB 01 – bromokryptyna
  - G 02 CB 02 – lizuryd
  - G 02 CB 03 – kabergolina
  - G 02 CB 04 – chinagolid
  - G 02 CB 05 – metergolina
  - G 02 CB 06 – terguryd
- G 02 CC – Leki przeciwzapalne do podawania dopochwowego
  - G 02 CC 01 – ibuprofen
  - G 02 CC 02 – naproksen
  - G 02 CC 03 – benzydamina
  - G 02 CC 04 – flunoksaprofen
- G 02 CX – Inne
  - G 02 CX 01 – atozyban
  - G 02 CX 02 – flibanseryna
  - G 02 CX 03 – owoc niepokalanka pospolitego
  - G 02 CX 04 – kłącze pluskwicy groniastej
  - G 02 CX 05 – bremelanotyd
  - G 02 CX 06 – fezolinetant